# Pasquale Cavaliere
Pasquale Cavaliere (Gragnano, 24 febbraio 1958 – Córdoba, 6 agosto 1999) è stato un politico e ambientalista italiano.
Consigliere regionale in Piemonte per i Verdi a partire dal 1995.

## Biografia
Secondo di nove fratelli, emigra ancora piccolo a Cirié, in provincia di Torino insieme alla famiglia. Dopo la scuola dell'obbligo, inizia a lavorare come apprendista in diverse fabbriche della zona e dopo essere stato assunto come operaio in una piccola industria metalmeccanica cittadina, diventa delegato sindacale e guida molte battaglie per migliorare le condizioni di lavoro all'interno dello stabilimento.
A partire dal 1975 entra a far parte di Democrazia Proletaria ed è animatore di diverse iniziative nella città, oltre che fondatore di alcune pubblicazioni di controinformazione come Cheffare, L'altra Ciriè e della cooperativa In/contro.
Nel 1989 è tra i membri fondatori del Verdi Arcobaleno. A partire dal 1995 è consigliere della regione Piemonte e nel 1999 entra nella segreteria nazionale dei Verdi..
Nel 1997 Cavaliere sollecita il Consiglio Regionale ad affrontare il problema della fame nel mondo. Benché rappresentante dell'opposizione, a riconoscimento del suo impegno personale viene nominato coordinatore del Comitato regionale di Solidarietà che definirà come stanziare 1.800 milioni di lire a favore di Africa subsahariana, Maghreb e Corno d'Africa. In autunno accusa di scorrettezze amministrative l'assessore al Turismo Antonello Angeleri, che poco dopo si trova costretto a rassegnare le dimissioni.
Nel suo tentativo di creare un dialogo con i centri sociali, riceve nel 1998 un pacco bomba, inviato anche a Giuliano Pisapia e ad altri esponenti della sinistra. È anche l'ultimo a parlare con Edoardo Massari, un giovane anarchico morto suicida in carcere.
Muore a Córdoba, in Argentina, il 6 agosto 1999, per suicidio, anche se questa ipotesi è stata messa in dubbio. Cavaliere, che si era interessato in passato del problema dei Desaparecidos del regime dei colonnelli, si era recato in Argentina per riaccompagnare il figlio dalla madre nel suo paese..
In sua memoria è stata dedicata una piazzetta nella città di Ciriè, adiacente all'antica torre di San Rocco e a lui è stato intitolato l'Ecoistituto del Piemonte Pasquale Cavaliere. Su di lui è stato scritto il libro di Davide Pelanda Il Cavaliere dell'Arcobaleno per l'editrice Ananke, pubblicato nel 2009.
Il 14 dicembre 2024 è stata inaugurata a suo nome la sede di Europa Verde Piemonte, in corso Siccardi 6. https://iltorinese.it/2024/12/21/europa-verde-piemonte-nuova-sede-in-corso-siccardi/
1. ↑   Pesi insostenibili, su girasoleonline.org. URL consultato il 16 aprile 2021 (archiviato dall'url originale il 14 aprile 2013).
2. ↑   Fabio Balocco, In ricordo di Pasquale Cavaliere, ilfattoquotidiano.it, 3 gennaio 2012. URL consultato il 4 gennaio 2013.
3. ↑   pubblicazionela Repubblica, Suicida il leader dei verdi torinesi, 8 agosto 1999. URL consultato il 4 gennaio 2013.
4. ↑   Edoardo Girola, Caso squatter, ancora un suicidio, in Corriere della Sera, 8 agosto 1999. URL consultato il 4 gennaio 2013 (archiviato dall'url originale il 1º gennaio 2016).
5. ↑  Gli atti del Consiglio Archiviato il 4 marzo 2016 in Internet Archive.
6. ↑  (ES) Jorge Camarasa, Soledad es un recuerdo explosivo en Turín, in La Nación, 10 agosto 1998. URL consultato il 4 gennaio 2013 (archiviato dall'url originale il 22 agosto 2016).
7. ↑   Pasquale, non ti dimenticheremo, in La Stampa, archiviolastampa.it, 17 agosto 1999. URL consultato il 4 gennaio 2013.
8. ↑   Giovanni Miglioli, Desaparecidos: la sentenza italiana contro i militari argentini, manifestolibri, 2001, ISBN 978-88-7285-240-8.(consultabile anche online)
9. ↑   Notizie flash: 2/A edizione (4) - La Cronaca, adnkronos.com, 7 agosto 1999. URL consultato il 4 gennaio 2013.
10. ↑   L’Ecoistituto del Piemonte "Pasquale Cavaliere", su dors.it. URL consultato il 4 gennaio 2013.
11. ↑   Il Cavaliere dell'Arcobaleno al Teatro Agnelli per Pasquale Cavaliere (26 giugno), su ecoditorino.org. URL consultato il 4 gennaio 2013 (archiviato dall'url originale il 1º agosto 2009).